# Сюе Мін
Сюе Мін  (кит.: 薛 明, 23 лютого 1987) — китайська волейболістка, олімпійська медалістка.

## Виступи на Олімпіадах
| Олімпіада  | Дисципліна | Місце |
| ---------- | ---------- | ----- |
| Пекін 2008 | волейбол   | 3     |